# 锡龙杰
锡龙杰（Sironj），是印度中央邦Vidisha县的一个城镇。总人口42100（2001年）。

## 人口
该地2001年总人口42100人，其中男性22328人，女性19772人；0—6岁人口7199人，其中男3771人，女3428人；识字率54.63%，其中男性为61.66%，女性为46.70%。